# Distrito Judicial de Puente Piedra - Ventanilla
El distrito judicial de Puente Piedra - Ventanilla es una división administrativa del Poder Judicial del Perú. Tiene como sede el distrito de Ventanilla y su competencia se extiende a los distritos chalacos de Ventanilla, Mi Perú y a los distritos limeños de Santa Rosa, Puente Piedra y Ancón.

## Historia
Mediante Resolución Administrativa N° 128-2014-CE-PJ, de fecha 25 de julio del 2014, complementada por las Resoluciones Administrativas N° 219, 288 y 317-2014-CE-PJ, se creó el distrito judicial de Ventanilla, con sede en el distrito de Ventanilla, cuyo ámbito de competencia comprendería los distritos de Ancón, Santa Rosa, Ventanilla y Mi Perú. Posteriormente, mediante Resolución Administrativa N° 490-2019-CE-PJ se aprobó incorporar, a partir del 3 de marzo del 2020, el distrito de Puente Piedra del distrito judicial de Lima Norte causando que se cambie el nombre del mismo a "distrito judicial de Puente Piedra - Ventanilla".

## Conformación
Consta de 53 dependencias judiciales incluyendo cuatro Salas Superiores, 42 Juzgados Especializados y 8 Juzgados de Paz Letrado.

## Jurisdicción
El distrito judicial de Puente Piedra - Ventanilla tiene una jurisdicción sobre los distritos chalacos de Ventanilla, Mi Perú y a los distritos limeños de Santa Rosa, Puente Piedra y Ancón.